# 国際遊牧民競技大会

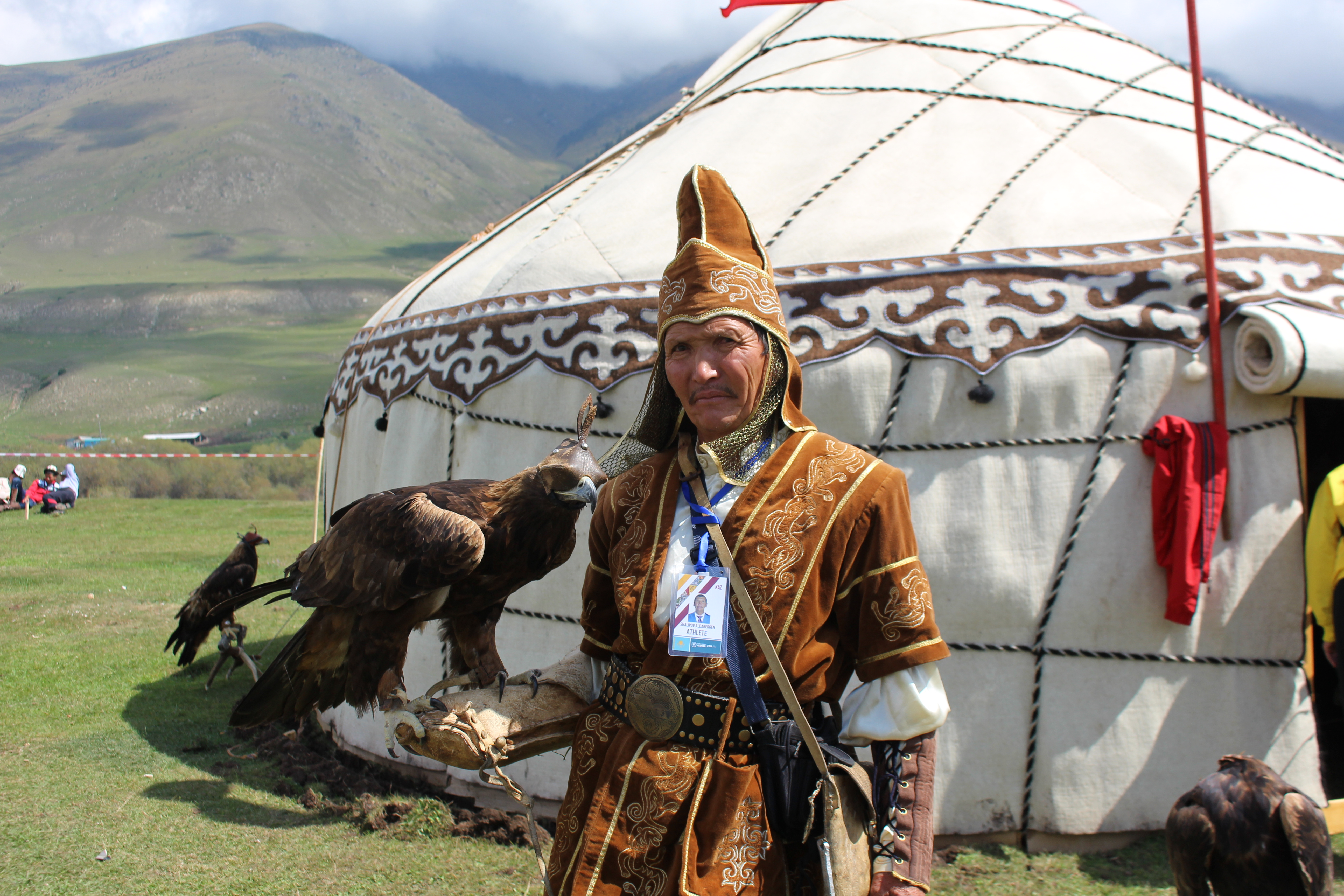
参加者と鷹。

国際遊牧民競技大会（こくさいゆうぼくみんきょうぎたいかい、キルギス語: Дүйнөлүк көчмөндөр оюндары、英語: World Nomad Games）、ワールド・ノマド・ゲームズは、中央アジアで行われるエスニックスポーツに特化した国際的なスポーツコンテスト。参加国は、キルギス、カザフスタン、アゼルバイジャン、ウズベキスタン、トルクメニスタン、タジキスタン、ロシア連邦（特にサハ共和国、ブリヤート共和国、アルタイ共和国、カルムイク共和国、バシコルトスタン共和国など）の旧ソビエト連邦構成共和国や、モンゴル、トルコ、アフガニスタン、フィリピン、アメリカ合衆国が挙げられる。伝統競技の保存と観光事業の促進を目指して開催されている。